# Asota malena
Asota malena là một loài bướm đêm trong họ Erebidae.